# Trichosanthes smilacifolia
Trichosanthes smilacifolia är en gurkväxtart som beskrevs av Cheng Yih Wu. Trichosanthes smilacifolia ingår i släktet Trichosanthes och familjen gurkväxter. Inga underarter finns listade i Catalogue of Life.